# انتیات (واشینگتن)
انتیات (به انگلیسی: Entiat) شهری در شهرستان چیلان، ایالت واشنگتن است که در سرشماری سال ۲۰۱۰ میلادی، ۱۱۱۲ نفر جمعیت داشته است.